# Берлингьеро ди Миланезе
Берлингьеро ди Миланезе (итал. Berlinghiero di Milanese) или Берлингьеро Берлингьери (упоминается в документах с 1228 по 1236 годы) — итальянский художник.

## Имя
На кресте из Лукки, хранящемся ныне в музее Вилла Гвиниджи, автор оставил надпись «BERLINGERIUS ME PINXIT», то есть «Берлингериус меня написал».
Имя Берлингьеро ди Миланезе (Берлингьеро-Миланец) было найдено в документах, в записях 1228 года. В них сообщается, что Берлингьеро со своими сыновьями Бонавентурой и Бароне, а также с другими жителями Лукки заключил мир с пизанцами, причём имя Берлингьеро написано «Berlingerius di Melanese il Maius», то есть «Берлингьеро из Милана — старший». У исследователей не было иного выбора, кроме как свести эти имена воедино, тем более что Бонавентура и Бароне, сыновья Берлингьеро, тоже были художниками, и об этом сохранились свидетельства. Поскольку в средневековой Италии бытовала патронимия, то есть, имя отца становилось фамилией его детей, то сыновья Берлингьеро носили фамилию Берлингьери, однако фамилию самого Берлингьеро нам средневековые источники не донесли. Возможно, что семейство ди Миланезе ведёт своё происхождение из Вольтерры, так как в архивных документах этого города была обнаружена запись, в которой фигурирует имя Берлингьеро.

## Творчество
Берлингьеро ди Миланезе был основателем не только первой известной в Тоскане художественной мастерской, но и известной династии художников.
Его сыновья — Бонавентура, Бароне и Марко, работали в мастерской отца. В архивных документах есть свидетельства, что Бароне в 1243 году написал икону для архидиакона Лукки, в 1256 году расписал крест для приходской церкви в Казабасчьяне, под Луккой, а в 1282 году написал «Крест», «Мадонну» и «Св. Андрея» для церкви Сан Андреа в Лукке. Подобные свидетельства есть и о «Marcus pictor» — «художнике Марко». Деятельность мастерской Берлингьеро не ограничивалась Луккой, из документов известны заказы из Фучеккио и Пешии, Ареццо и даже Болоньи. Это означает, что мастерская пользовалась известностью и успехом.
Сегодня существуют два подписанные Берлингьеро произведения: «Крест» в Нац. музее Вилла Гвиниджи и «Крест» («Крест из Фучеккио») в музее Сан-Маттео, Пиза, (одна часть «Креста из Фучеккио» хранится в Музее Фучеккио, а другая в частной коллекции). Остальные работы приписываются ему исследователями по аналогии — это «Триптих» (Музей искусства, Кливленд); «Мадонна с младенцем» (Рэйли, Музей искусства Северной Каролины); «Мадонна с младенцем» (или «Мадонна Стросса», Нью-Йорк, музей Метрополитен) и «Мадонна с младенцем» (Пиза, Домский собор).

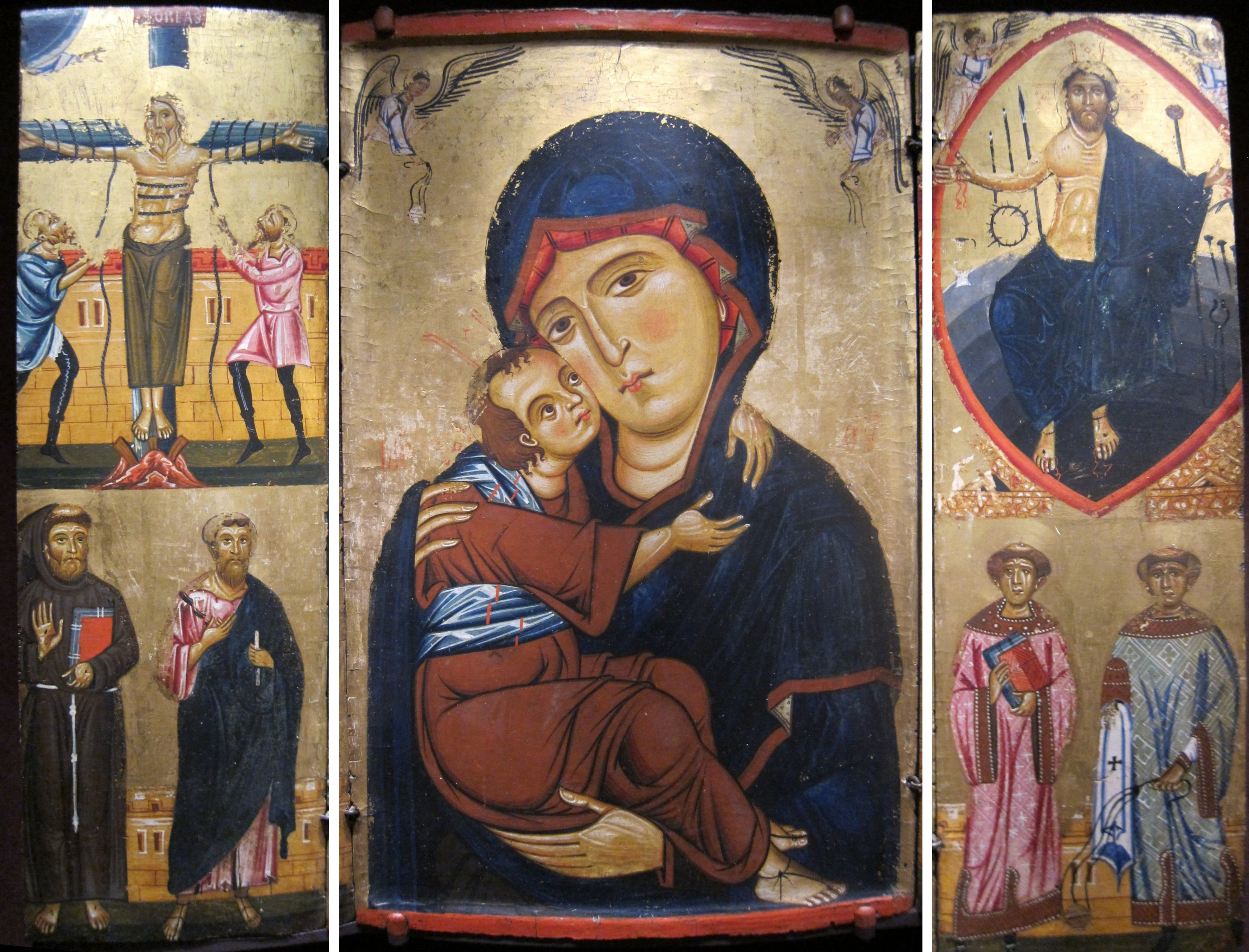
Берлингьеро ди Миланезе. Триптих. 1230-е годы. Музей искусства, Кливленд.
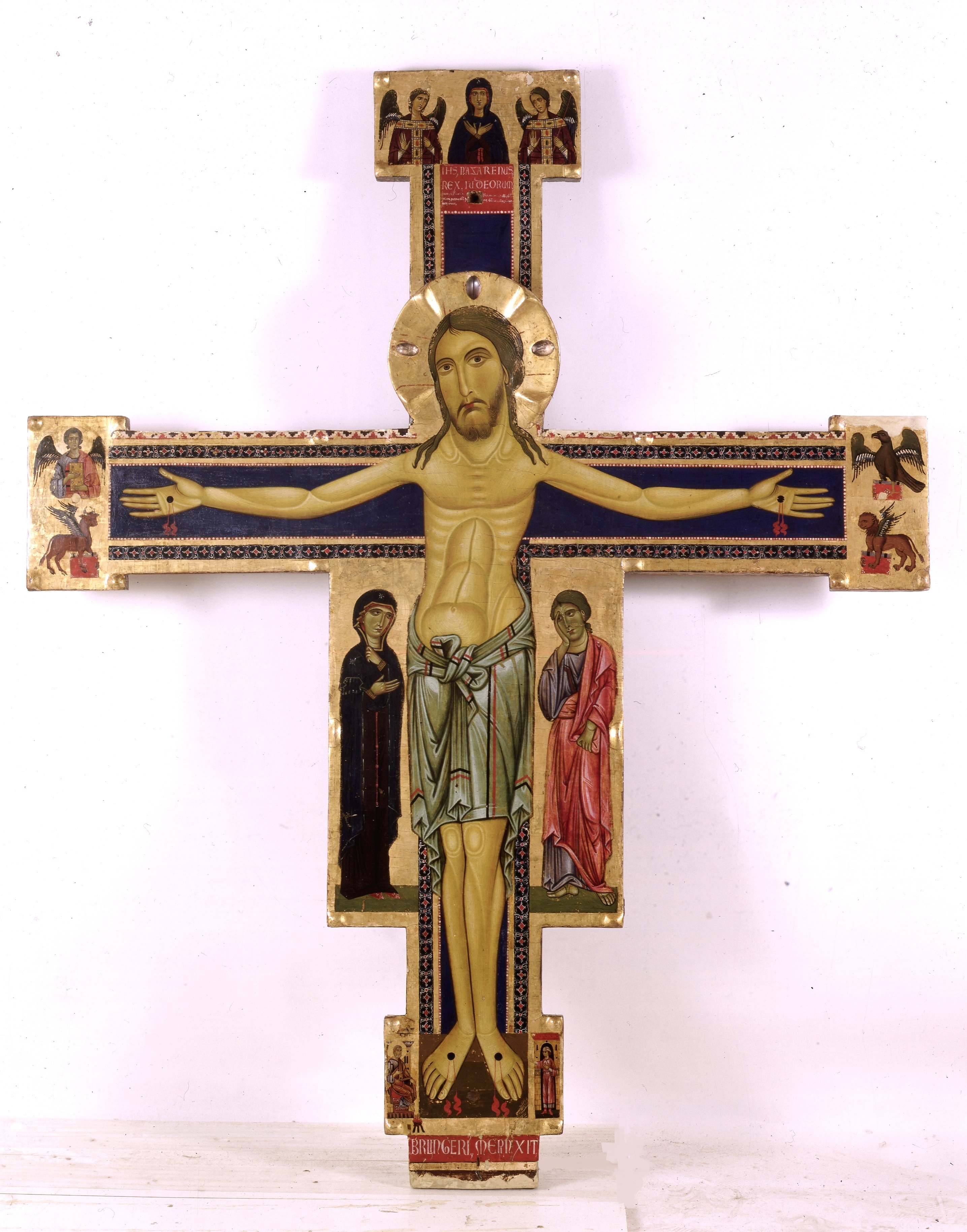
Берлингьеро ди Миланезе. "Крест" Нац. музей Вилла Гвиниджи.

В произведениях Берлингьеро ощущается подавляющее византийское влияние. Однако видны его попытки не просто следовать византийским образцам, но вносить нечто своё. Например, в триптихе из Кливленда, иконография которого основана на византийском прототипе «Богоматерь Гликофилуса» («сладколобзающая»), видно желание оживить, очеловечить фигурку Христа-младенца. На «Кресте из Фучеккио» несмотря на то, что этот крест — разновидность «Христа торжествующего», лик Христа уже искажен гримасой страдания, как бы предваряя будущие творения Джунта Пизано.
Согласно документам, к 1236 году Берлингьеро не было в живых. Основываясь на этом исследователи относят дату его рождения примерно к 1180 году.